# Ophiusa demarginata
Ophiusa demarginata là một loài bướm đêm trong họ Erebidae.